# Five Three One - Double Seven O Four
Albums de The Hollies
A Crazy Steal
(1978) Buddy Holly
(1980)
Five Three One - Double Seven O Four est le dix-huitième album du groupe The Hollies, sorti en 1978.
Comme le souligne la pochette, le titre de l'album (5317704) épèle le nom des Hollies en orthographe pour calculatrice.

## Titres
| 1. | Say It Ain't So, Jo | Murray Head                   |  |
| 2. | Maybe It's Dawn     | Tony Hymas, Pete Brown        |  |
| 3. | Song of the Sun     | Tony Hymas, Pete Brown        |  |
| 4. | Harlequin           | Gary Brooker, Keith Reid (en) |  |
| 5. | When I'm Yours      | Murray Head                   |  |

| 6.  | Something to Live For | Tony Hymas, Pete Brown    |  |
| 7.  | Stormy Waters         | White                     |  |
| 8.  | Boys in the Band      | Pete Brown                |  |
| 9.  | Satellite Three       | Allan Clarke, Gary Benson |  |
| 10. | Feet on the Ground    | David Pomeranz (en)       |  |

## Musiciens
- The Hollies :
  - Bernie Calvert : basse, claviers
  - Allan Clarke : chant, guitare, harmonica
  - Bobby Elliott : batterie, percussions
  - Tony Hicks : guitare, banjo, mandoline, basse, claviers, chant
  - Terry Sylvester : guitare rythmique, chant

- Musiciens supplémentaires :
  - Pete Wingfield : claviers
  - Hans-Peter Arnesen : claviers
  - Gary Brooker : claviers
  - Tony Hymas : claviers, arrangements des cordes et des cuivres
  - B. J. Wilson : batterie